# Shambleau
Shambleau ist eine Kurzgeschichte der amerikanischen Science-Fiction- und Fantasy-Autorin Catherine L. Moore, ihre erste kommerzielle Kurzgeschichte und zugleich eine ihrer berühmtesten. Sie wurde erstmals 1933 in dem Fiction-Magazin Weird Tales veröffentlicht und seither viele Male in Anthologien und Sammlungen nachgedruckt. Protagonist ist der verwegene Raumfahrer Northwest Smith, der hier erstmals erscheint und Hauptfigur einer ganzen Reihe der bekanntesten Erzählungen Moores sein wird. Die Geschichte selbst ist eine Neuauflage der Sage der Medusa, sie thematisiert Sexualität und Abhängigkeit.

## Entstehung
Moore beschrieb die Entstehung und Hintergründe ihrer bekanntesten Geschichte in einem Nachwort zu der von Lester del Rey herausgegebenen Sammlung ihrer Erzählungen.
Ihr zufolge entstand Shambleau als ein Akt des Unbewussten oder als Folge einer Inspiration. Sie hatte wegen der Wirtschaftskrise die Universität verlassen müssen, arbeitete seit 1930 als Chefsekretärin bei der Fletcher Trust Company in Indianapolis und übte gerade Maschinenschreiben, als sie wie von ungefähr von einer „roten, rennenden Gestalt“ zu schreiben begann, eine halberinnerte Gedichtzeile, vielleicht von William Morris, wie Moore meinte. Das betreffende Gedicht handelte Moore zufolge von einer Hexe, die in einem mittelalterlichen Dorf vor einer wütenden Menge flüchtet – also ganz entsprechend wie in Shambleau.
Sie schrieb weiter, und aus diesem fragmentarischen, halbautomatischen Schreiben entstand die Anfangsszene von Shambleau. Es fehlte aber noch der Protagonist. Moore hatte irgendwann einmal einen Brief an einen N. W. Smith geschrieben, und der Name hatte sich eingeprägt. Der würde nun als Retter auftreten, doch wenn es bei der Rettung bliebe, wäre damit die Geschichte zu Ende. Es musste daher eine Wendung erfolgen, die Gerettete würde sich gegen den Retter wenden und der würde dann selbst einen Retter brauchen.
Auch der Name für diesen Sidekick war schnell gefunden: „Yarol“ war, so schreibt Moore, ein Anagramm der Marke ihrer Schreibmaschine. Da „Yarol“ ein Anagramm von „Royal“ ist und die Royal Typewriter Company seit 1904 in den USA sehr erfolgreich Schreibmaschinen fertigte, kann davon ausgegangen werden, dass die ersten Seiten von Shambleau auf einer Royal-Schreibmaschine getippt wurden.
Moore schickte ihre vollendete Geschichte an Weird Tales, da es die einzige einschlägige Zeitschrift war, die sie gut kannte, und erhielt nahezu postwendend einen Scheck über $100. Bekannt ist die Anekdote, wie Farnsworth  Wright, damals der Herausgeber von Weird Tales, aus dem Stapel mit Schrottmanuskripten ein paar Seiten herausholt und sie E. Hoffman Price, einem seiner Autoren, zuwirft. Der liest die Geschichte eines gewissen C. L. Moore und ruft aus: „Bei Gott, Plato, wer ist C. L. Moore? Er, sie oder es ist kollosal!“ Worauf die beiden einen C.-L.-Moore-Tag erklären und sich frei nehmen.

## Handlung
Auf dem Mars trifft der Weltraumschmuggler Northwest Smith auf einen erregten Mob, der eine junge Frau in einem zerfetzten, scharlachroten Lederkleid zu lynchen versucht. Smith greift ein und rettet die Frau, worauf sich die eben noch wütende Menge mit Ekel von ihm und der als „Shambleau“ bezeichneten Frau abwendet. Smith, der mit diesem Begriff nichts anfangen kann, bringt die Frau in seine Unterkunft. Sie erweist sich als sehr attraktiv, jedoch ist sie nicht menschlich. Sie hat grüne Katzenaugen mit geschlitzten Pupillen, nadelspitze Zähne, an den Händen zurückziehbare Krallen und trägt eine Art Turban auf dem Kopf, weshalb Smith annimmt, dass sie kahl sei. 
Smith verlässt seine Unterkunft, um seinen illegalen Geschäften nachzugehen. Bei seiner Rückkehr bringt er ihr Essen mit, sie mag aber nichts. Auch seine Versuche, herauszufinden, wer sie ist und woher sie kommt, bleiben ergebnislos, da sie menschliche Sprache nur sehr unvollkommen beherrscht. Smith ist von ihr angezogen, als er sich ihr jedoch nähert, spürt er beim physischen Kontakt eine überwältigende Woge von Abstoßung und Ekel. Als er sie zurückstößt, verrutscht ihr Turban und eine Locke dringt darunter hervor. Smith hat den Eindruck, die Locke habe sich selbständig bewegt.
Eines Nachts erwacht er und sieht, wie das fremdartige Wesen im Mondlicht den Turban löst. Sie ist keineswegs kahl, vielmehr trägt sie eine Fülle von wurmartigen, schlangenhaft sich windenden Tentakeln, die immer mehr werden und den Körper fast einhüllen, der sich nun Smith zu nähern beginnt, welcher bei der Berührung mit dieser grausigen Haartracht eine unauflösbare Mischung aus abgrundtiefem Entsetzen und äußerster Lust empfindet.
Als Smiths Kumpan Yarol Tage später eintrifft, sind die Geschäfte der beiden unerledigt und Smith wurde seit Tagen nicht mehr gesehen. Yarol begibt sich zu Smiths Bleibe und als er die Tür öffnet, dringt ein seltsamer Gestank aus dem dunklen Raum, in dem er unter einem Berg sich windender Tentakel kaum die Gestalt Smiths ausmachen kann. Der seltsame Einfluss des  Shambleau droht aber auch ihn zu überwältigen, als er zufällig in einen Spiegel blickend sich an eine alte Sage erinnert. Er sieht das Gesicht des Gorgonenwesens im Spiegel und schießt.
Als Smith langsam wieder zu sich kommt und wieder eher er selbst ist, rätseln die beiden, ob dieses Wesen eher von einer fernen Welt oder eher aus einer uralten, vormenschlichen Vergangenheit stammt, wo seinesgleichen den Urstoff alter Sagen, wie der von Medusa oder den Gorgonen bildete. Yarol erzählt, dass manche Menschen süchtig nach der unaussprechlichen Lust werden, die der Kontakt mit Shambleau vermittelt. Das erklärt dann auch die Reaktion der Menge zu Beginn der Erzählung: Die Verfolger des Shambleau hatten angenommen, dass Smith ein solcher Abhängiger sei und sich angeekelt abgewandt. Yarol nimmt Smith das Versprechen ab, sollte er einem derartigen Wesen jemals wieder begegnen, es sofort zu erschießen. Smith verspricht, es zu versuchen.

## Rezeption
Shambleau kam bei den Lesern von Weird Tales sehr gut an. H. P. Lovecraft, ebenfalls Weird-Tales-Autor, äußerte sich geradezu enthusiastisch:

„Shambleau ist tolles Zeug. Es beginnt großartig, genau mit dem richtigen Hauch von Schrecken und dunklen Andeutungen des Unbekannten. Die subtile Bösartigkeit des Wesens, die durch das Entsetzen der Leute angedeutet wird, ohne erklärt zu werden, ist ausgesprochen wirkungsvoll – und die Beschreibung des Wesens, nachdem die Hüllen gefallen sind, ist auch keine Enttäuschung. Da ist wirklich Atmosphäre und Spannung – eine Seltenheit inmitten all der flott-forschen, hingehämmerten Heftchenprosa mit ihren leblosen Standardfiguren und -bildern. Der einzige Mangel ist der konventionelle Science-Fiction-Rahmen.“

Lester del Rey beschreibt die Erstlektüre wie folgt:

„Damals, im Herbst 1933, öffnete ich die Novemberausgabe von „Weird Tales“ und fand eine Erzählung mit dem provozierenden, aber nichtssagenden Titel „Shambleau“ von einem unbekannten Autor namens C.L. Moore – und danach war das Leben für mich nie mehr ganz dasselbe.“

Aus einer Besprechung von Detlef Hedderich und Thomas F. Roth:

„Bis zu jener Zeit [1933] hatte die Science Fiction-Leserschaft die mechanischen und leidenschaftslosen Geschichten von anderen Welten und künftigen Zeiten fraglos akzeptiert. Nach der Veröffentlichung von „Shambleau“ konnte die dürre Nüchternheit solcher Texte jedoch niemand mehr befriedigen. […] Für das Jahr 1933 war Sexualität in den SF-Pulp-Magazinen beileibe keine Selbstverständlichkeit, und schon gar nicht in dieser für damalige Verhältnisse überraschenden Vielschichtigkeit.“

Oder noch knapper die folgende, dem Inhalt der Erzählung dann doch nicht ganz gerecht werdende Zusammenfassung von Anne M. Pillsworth: „Tentakel-Porno auf einem Fantasy-Mars, in der Hauptrolle der Urgroßvater Han Solos.“
Jean-Claude Forest, der Schöpfer von Barbarella, versah eine 1955 erscheinende französische Ausgabe der Erzählung mit zahlreichen kongenialen Illustrationen.
An einer Stelle wird erwähnt, wie Northwest Smith – mit „einem erstaunlich guten Bariton“ – das Lied Die grünen Hügel der Erde vor sich hinsummt. Etwas ausführliche wird dieses Lied in der Erzählung Quest of the Star Stone erwähnt, wo auch einige Verse zitiert werden.
Dieses fiktive Lied mit seinem einprägsamen Titel inspirierte Robert A. Heinlein zu der gleichnamigen Kurzgeschichte Die grünen Hügel der Erde, die auch Titelgeschichte einer 1951 erschienenen Sammlung Heinleins ist.

## Ausgaben
- Erstdruck: Weird Tales. Vol. 22, Nr. 5 (November 1933).
- Erstausgabe: Shambleau and Others. Gnome Press, 1953.
- Aktuelle englische Ausgabe: Catherine L. Moore: Shambleau. A Northwest Smith Adventure. Wildside Press, 2009, ISBN 978-1-4344-5897-1.
- E-Book: Northwest of Earth. Gateway / Orion, 2011, ISBN 978-0-575-11936-9.
- Deutsche Übersetzungen: 
  - Shambleau. Übersetzt von Christian Nogly. In: Michael Parry (Hrsg.): Teuflische Küsse. Pabel (Vampir Taschenbuch #64), 1978.
  - Shambleau. Übersetzt von Irene Holicki. In: Wolfgang Jeschke (Hrsg.): Science Fiction Jahresband 1982. Heyne Science Fiction 3870, Heyne, München 1982. S. 37–80. Auch in: C. L. Moore: Der Kuss des schwarzen Gottes. Heyne Science Fiction 3874, Heyne, München 1982. Auch in: C. L. Moore: Shambleau. Erzählungen. Mit einem Vorwort von Lester del Rey und einem Nachwort der Autorin. Heyne (Bibliothek der Science Fiction Literatur #77), 1990, ISBN 3-453-03929-7.
  - Shambleau. Übersetzt von Andreas Diesel. In: HR Giger (Hrsg.): Vampirric.Festa (Festa Nosferatu #1404), 2003, ISBN 3-935822-58-8.

Neben der deutschen Übersetzung wurde Shambleau auch ins Französische, Italienische, Niederländische und Polnische übertragen.